# Ancalecetus
Ancalecetus es un género extinto de cetáceo arqueoceto, perteneciente a la familia de los basilosaúridos, que vivió durante el Eoceno en Egipto.
Ancalecetus es muy similar a Dorudon atrox pero los miembros anteriores eran muy pequeños, estaban ubicados cerca a la reja costal y pudieron no ser funcionales como aletas por ser muy restringidos sus movimientos. Probablemente se trató de un comensal muy especializado.